# Georg Heigl
Georg Heigl (* 1931; † 18. Februar 2006 in Gilching) war ein deutscher Fußballfunktionär.

## Werdegang
Nach einer Fußballkarriere im unterklassigen Ligabereich engagierte sich Heigl in der Verbandsarbeit. Ab 1976 war er als Schatzmeister und damit Präsidiumsmitglied beim Bayerischen Fußball-Verband tätig, ein Jahr später rückte er zudem in den Kontrollausschuss des DFB auf. 1993 wurde er Präsident des Süddeutschen Fußball-Verbands und damit in den Vorstand des DFB gewählt. Ab 1998 gab er sukzessive seine Ämter auf, zunächst war er nach einer gegen Günther Lommer unterlegenen Kampfabstimmung nicht mehr Schatzmeister des Bayerischen Fußball-Verbandes, im folgenden Jahr wurde Rolf Hocke sein Nachfolger an der Spitze des Süddeutschen Fußball-Verbands. 2001 legte er schließlich seine Ämter beim DFB nieder.
Für sein Engagement zeichneten die einzelnen Verbände Heigl aus: So erhielt er unter anderem die Ehrenmitgliedschaft des DFB sowie die Ehrenpräsidentschaftswürde des Süddeutschen Fußball-Verbands.
Im Februar 2006 starb Heigl im Alter von 74 Jahren, er wurde im Gilchinger Ortsteil Argelsried bestattet.